# Friedrich Göler von Ravensburg
Freiherr Friedrich Göler von Ravensburg (* 21. März 1854 in Mosbach; † 29. Mai 1896 in Karlsruhe) war ein deutscher Kunsthistoriker und Rubensforscher. Er war Professor der Kunstgeschichte. 
Freiherr Friedrich von Göler gehörte zum Geschlecht Göler von Ravensburg und war der Sohn des Stadtdirektors von Baden-Baden, Freiherr August Göler von Ravensburg (1824–1886) und der Luise von Pfnor.
Nach dem Studium der Kunstgeschichte in Heidelberg wurde er Dozent der Kunstgeschichte zu Berlin, dann Direktorial-Assistent an der Königlich-preußischen Nationalgalerie zu Berlin und zuletzt Direktor der Kupferstichsammlung der Veste Coburg.

## Schriften
- Die Venus von Milo. Dissertation. Heidelberg 1879.
- Rubens und die Antike. Jena 1882.
- Peter Paul Rubens als Gelehrter, Diplomat, Künstler und Mensch. Heidelberg 1883.
- Grundriss der Kunstgeschichte. Ein Hilfsbuch für Studierende. Auf Veranlassung der Königl. Preuß. Unterrichtsverwaltung. 1894. 4. Auflage 1928.

| Personendaten    | Personendaten                                |
| ---------------- | -------------------------------------------- |
| NAME             | Göler von Ravensburg, Friedrich              |
| ALTERNATIVNAMEN  | Göler von Ravensburg, Friedrich Freiherr     |
| KURZBESCHREIBUNG | deutscher Kunsthistoriker und Rubensforscher |
| GEBURTSDATUM     | 21. März 1854                                |
| GEBURTSORT       | Mosbach                                      |
| STERBEDATUM      | 29. Mai 1896                                 |
| STERBEORT        | Karlsruhe                                    |